# 後肢少陰腎経
後肢少陰腎経（こうししょういんじんけい）とは、腎経に属する足を流れる陰経の経絡である。人間でいうところの足の少陰腎経に相当する。

## 後肢少陰腎経に所属する経穴の一覧
後涌泉（ごゆうせん）
取穴部位：足底部の凹部
主治：ショック、てんかん、眼部疾患、咽喉痛、排便障害、呼吸促進作用
太溪（たいけい）
取穴部位：踵の内側の窪み
主治：糖尿病、下部尿路疾患、腰脊痛、咽喉痛
復溜（ふくりゅう）
取穴部位：太渓穴の上
主治：むくみ、胃腸障害、後肢疾患
陰谷（いんこく）
取穴部位：膝関節後方内側
主治：排尿困難、後肢麻痺、膝関節炎
商曲（しょうきょく）、雲門（うんもん）
取穴部位：臍前の両側
主治：腹痛、便秘、腹水除去
穿黄（せんおう）
取穴部位：胸骨下縁両側
主治：胸痛